# Quercus brantii
Espèce
Classification phylogénétique
Le quercus brantii ou chêne de Brandt est un chêne originaire d'Asie occidentale que l'on retrouve en Iran, en Irak, en Syrie et en Turquie. Cette espèce couvre environ 50% de la steppe boisée des monts Zagros.